# André-Marie Ampère
André-Marie Ampère (francés: /ɑ̃dʁe maʁi ɑ̃pɛʁ/; Lyon, 20 de enero de 1775-Marsella, 10 de junio de 1836) fue un matemático y físico francés. Formuló en 1827 la teoría de la electrodinámica, esencial al desarrollo del electromagnetismo, inventó el solenoide, e imaginó la primera teoría microscópica del magnetismo de materiales y una teoría del magnetismo terrestre. El amperio (en francés ampère) se llama así en su honor.

## Biografía

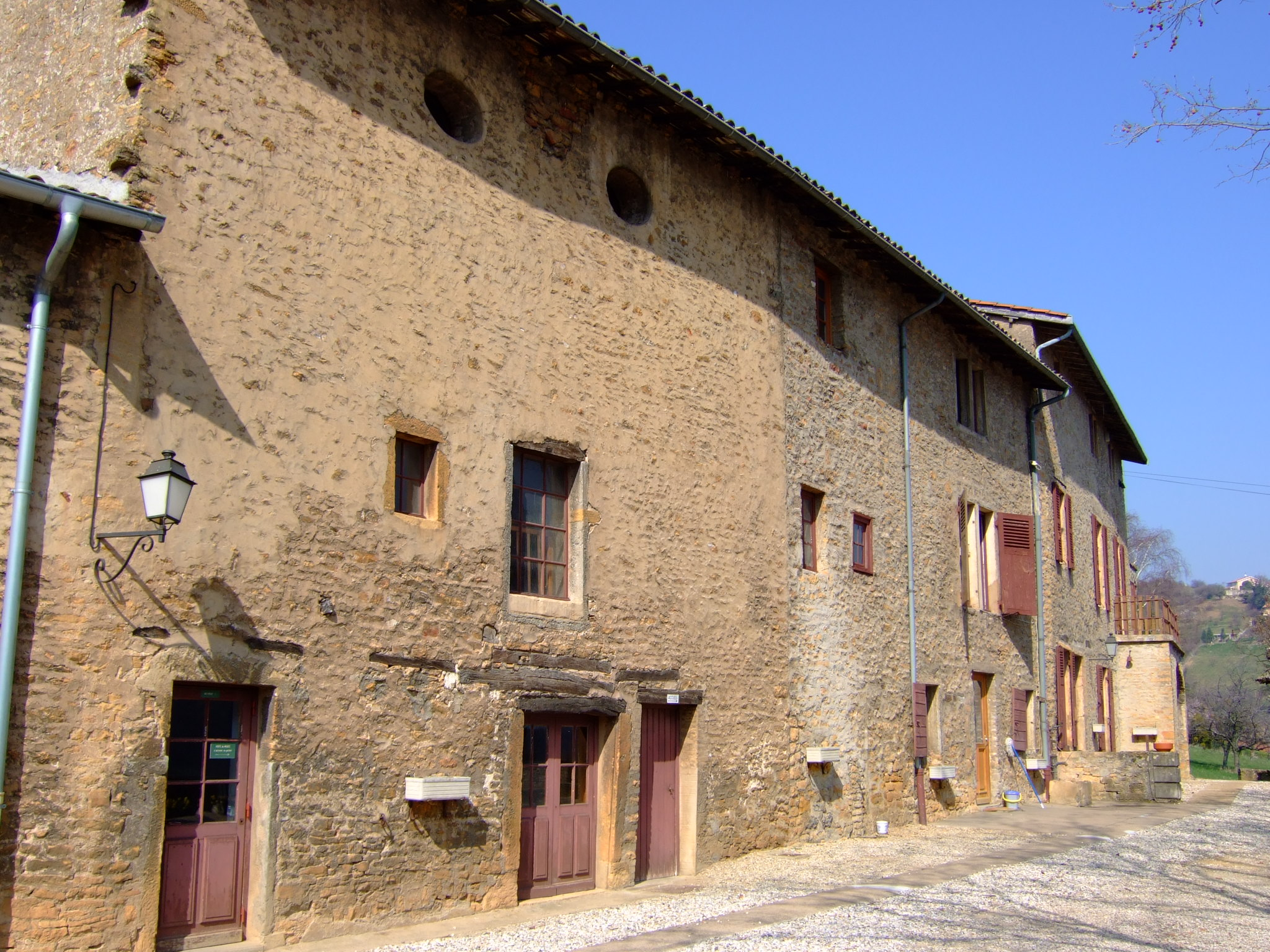
La casa en la que se crio en Poleymieux, hoy Museo Ampère.

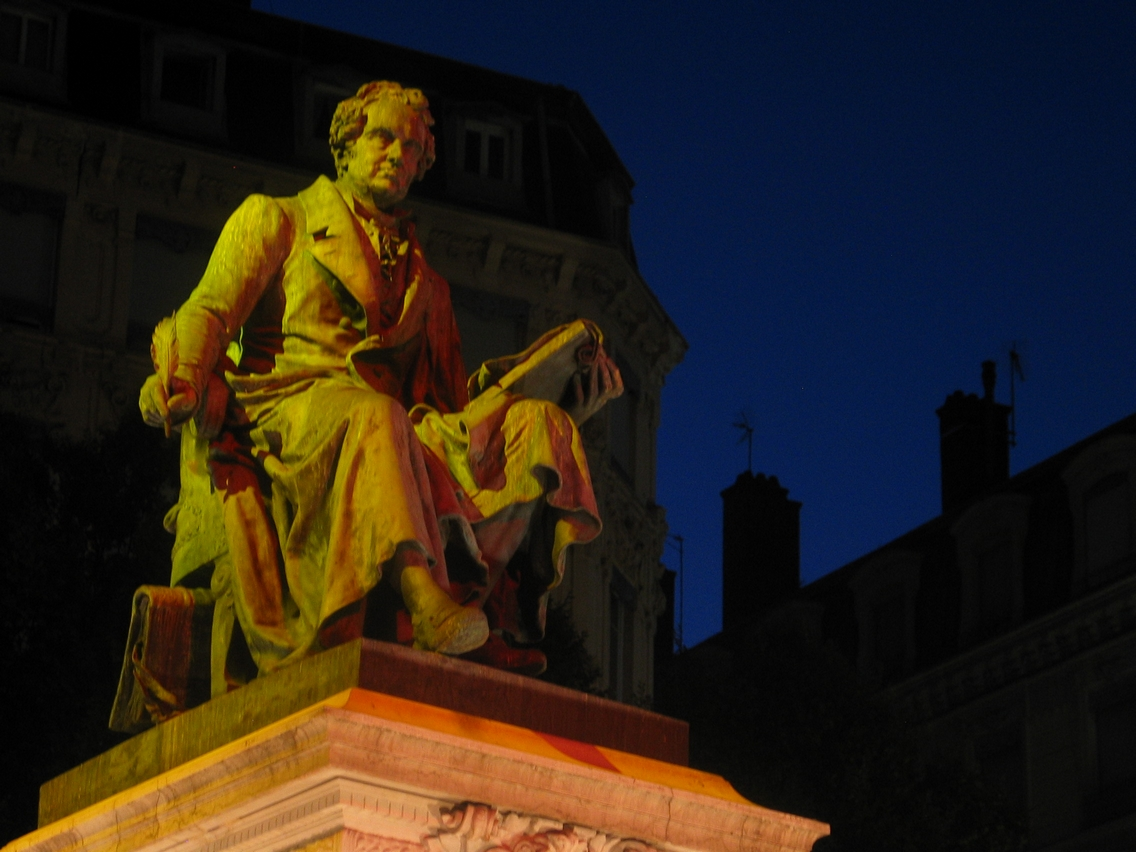
Estatua de André-Marie Ampère, en la plaza del mismo nombre en Lyon.

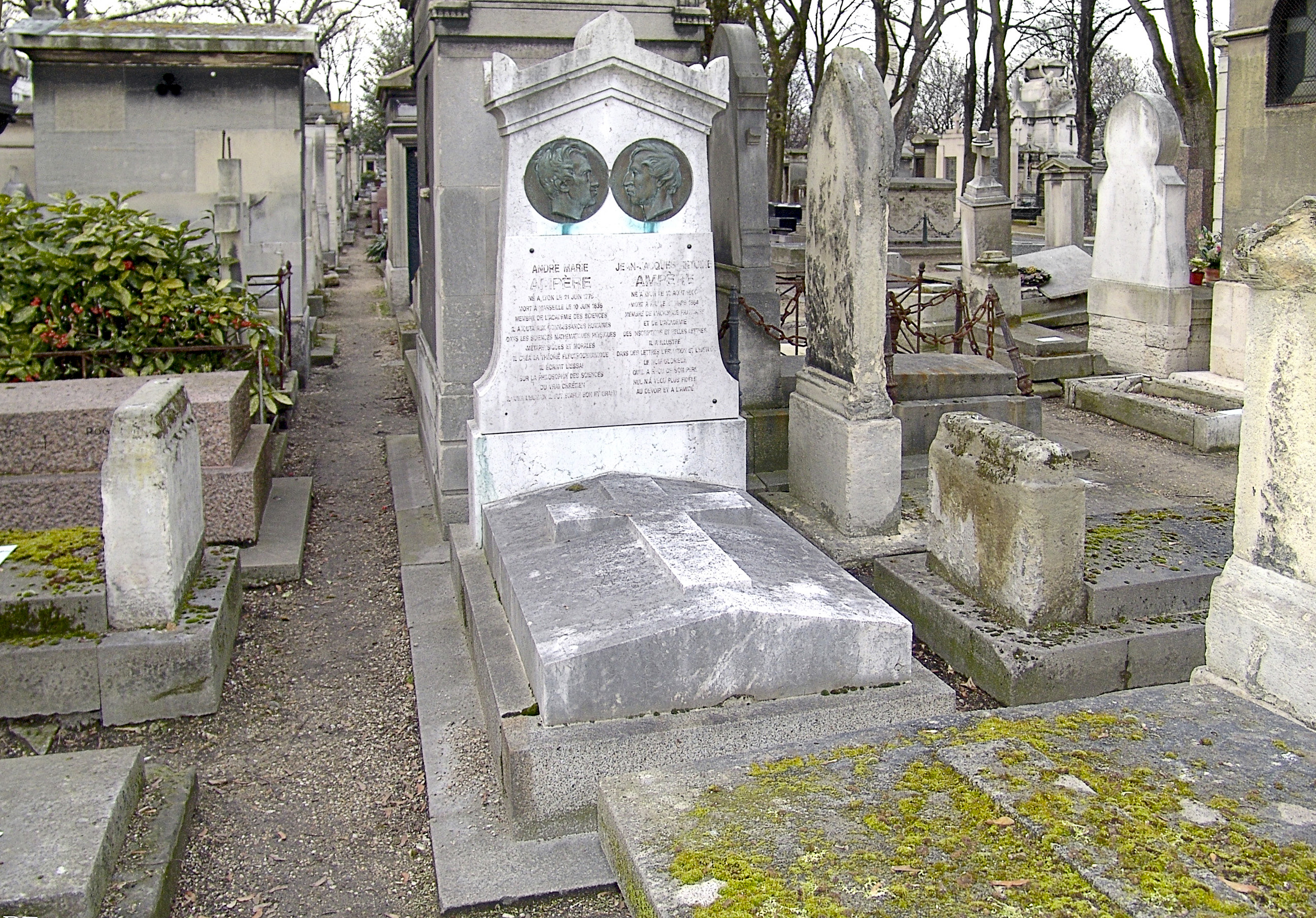
Tumba de André Marie Ampère – Cementerio de Montmartre - París.

André-Marie Ampère fue un niño precoz y, antes de conocer los números, ya hacía cálculos con ayuda de piedras muy pequeñas y migas de pan. Desde pequeño demostró ser un genio. Siendo muy joven empezó a leer y a los doce años iba a consultar los libros de matemáticas de la biblioteca de Lyon. Su padre, Jean-Jacques Ampère, era un ferviente seguidor de Rousseau y, siguiendo su libro Emilio, o De la educación, le dio una instrucción sin obligaciones: Ampère «nunca fue a la escuela» salvo para dar clases él mismo. Su padre le enseñó ciencias naturales, poesía y latín, hasta que descubrió el interés y el talento de su hijo para la aritmética. Desde los cuatro años ya leía a Buffon y no retoma más que las lecciones de latín (aprendió esta lengua en unas pocas semanas) para poder entender los trabajos de Leonhard Euler y de Daniel Bernoulli. 
Ampère confiesa que tres grandes acontecimientos tuvieron influencia en su vida. El primero fue su primera comunión, que estableció una profunda fe en el catolicismo de sus padres. Luego, la lectura de las obras del matemático, físico y filósofo René Descartes, que cimentó su creencia en la nobleza de dedicarse a la ciencia. Por último, los sucesos revolucionarios que llevaron a la toma de la Bastilla en 1789, que generaron su rechazo al fanatismo y militarismo.
En 1793 sufrió una profunda depresión por la muerte de su padre quien, retirado como juez en Lyon, se opuso firmemente a los excesos revolucionarios que llevaron al levantamiento de la ciudad contra la Convención Nacional y al sitio de Lyon; al poco tiempo arrestado, fue llevado a prisión y ejecutado el 25 de noviembre.
En 1796 André-Marie conoció a Julie Carron, con quien se casó en 1799. A partir de 1796, Ampère dio en Lyon clases privadas de matemáticas, química e idiomas. En 1801, obtuvo el puesto de profesor de Física y Química (en Francia fundidas en una sola asignatura) en Bourg-en-Bresse, en la École centrale de Ain (actualmente, preparatoria Lalande), dejando en Lyon a su esposa y a su hijo (llamado Jean-Jacques, en honor a su padre). Su esposa murió en 1803. Su pequeño tratado, publicado en 1802, Considérations sur la théorie mathématique du jeu (Consideraciones sobre la teoría matemática del juego) atrajo la atención de Jean Baptiste Joseph Delambre, cuya recomendación le permite ser nombrado profesor de Matemáticas trascendentes en la preparatoria de Lyon (hoy en día, Escuela Ampère). 
En 1804 fue nombrado profesor particular de análisis en la École polytechnique y se instaló en París. En 1806, se casó en segundas nupcias con Jeanne-Françoise Potot, quien murió en Versailles en 1866 a los 88 años. Tuvieron una hija llamada Albine.
En 1808 fue nombrado inspector general de la Universidad y profesor de matemáticas en la École Polytechnique, volviéndose más popular que el gran matemático Cauchy.
Precisamente, en 1814 fue elegido miembro de la Academia de Ciencias de Francia con una memoria presentada sobre ecuaciones diferenciales en derivadas parciales; superó a  Cauchy en la votación llevada a cabo.
Ampère murió durante una jornada de inspección en la enfermería del liceo Thiers de Marsella en 1836 a los 61 años. Está enterrado en el cementerio de Montmartre en París.

## Sus descubrimientos
Ampère trabajó igualmente en la matemática, concentrándose en la teoría de probabilidades y en la integración de las ecuaciones diferenciales parciales.
En 1820, a partir del experimento de Hans Christian Oersted, estudió la relación entre magnetismo y electricidad. Descubrió que la dirección que toma la aguja de una brújula depende de la dirección de la corriente eléctrica que circula cerca y dedujo de esto la regla llamada «de Ampère»: un hombre está acostado sobre un cable conductor; la corriente, que va por convención de más a menos, lo atraviesa de pies a cabeza; mientras observa una aguja imantada. El polo norte de esta aguja se desplaza entonces a su izquierda. Esto es ejemplificado también en la regla de la mano derecha: si se separan los tres primeros dedos de la mano derecha de manera que el dedo corazón indique la dirección del campo magnético y el pulgar la del movimiento, entonces el índice indicará la dirección por la que circula la corriente.
De las leyes de Ampère, la más conocida es la de la electrodinámica, que describe las fuerzas que dos conductores paralelos atravesados por corriente eléctrica ejercen uno sobre otro. Si el sentido de la corriente es el mismo en los dos conductores, estos se atraen; si la corriente se desplaza en sentidos opuestos, los conductores se repelen. Describe igualmente la relación que existe entre la fuerza de corriente y la del campo magnético correspondiente. Estos trabajos fundan la electrodinámica e influyen considerablemente en la física del siglo XIX.
Ampère interpreta el fenómeno del magnetismo con la teoría de la corriente molecular, según la cual innumerables partículas minúsculas, cargadas eléctricamente, estarían en movimiento dentro del conductor. Esta teoría es rechazada por los científicos de la época y no se impone hasta sesenta años después gracias al descubrimiento del electrón.
Además de su trabajo sobre la electrodinámica, intenta explicar ciertos fenómenos químicos con la geometría de las moléculas y emite, al igual que Avogadro, la hipótesis de que el número de moléculas contenidas en un gas es proporcional a su volumen.
André-Marie Ampère fue titular de la cátedra de Física general y experimental del Collège de France, sucediendo a Louis Lefèvre-Gineau y siendo reemplazado por Félix Savart.
Inventó el galvanómetro y el primer telégrafo eléctrico. Fue gracias a Ampère que se dieron a conocer los términos corriente eléctrica y tensión eléctrica.
Además, en la querella por la naturaleza del cloro, él fue de los primeros en abogar por «el cloro: cuerpo simple», contra la idea entonces extendida de «cloro: compuesto oxigenado del ácido muriático» (hoy ácido clorhídrico).
Amigo de Ballanche y de Gilles Coupier, de filosofía personalmente inquieta, Ampère también publicó una importante clasificación de las ciencias.

## Su visión del mundo[17]
Al final de su vida, cuando su salud empieza a deteriorarse de forma rápida, Ampére abandona la investigación científica y se vuelca en la filosofía de la ciencia, como en una vuelta a su juventud.
Sigue la doctrina de la armonía de Gottfried Wilhelm von Leibniz, por la que la mente es una copia, imperfecta, de la mente de Dios. Por tanto, el proceso de raciocinio del ser humano sería a su vez similar al de Dios y la mente humana debería ser capaz de entender el universo mediante el razonamiento puro, pues existiría una armonía preestablecida entre las leyes del universo y la capacidad de razonamiento del ser humano.
Así, la correspondencia entre la razón de Dios, la racionalidad humana y la racionalidad inherente del universo debería hacer que el hombre pudiera llegar a la Verdad última. Al ser la mente humana tan cercana a la de Dios y estar estructurada como está construido el universo, mediante las ciencias podríamos conseguir conocer toda la verdad posible sobre el mismo. 

## Distinciones
En vida, Ampère fue reconocido por sus iguales como un erudito de primera categoría.
- En 1808 Napoléon lo nombró inspector general de la recién fundada Universidad imperial francesa.[18]
- En 1814 fue elegido miembro de la Academia de Ciencias en París.[19] Fue igualmente miembro correspondiente de diversas academias europeas, y tenía relación con la mayoría de los genios de su tiempo.

## Homenajes

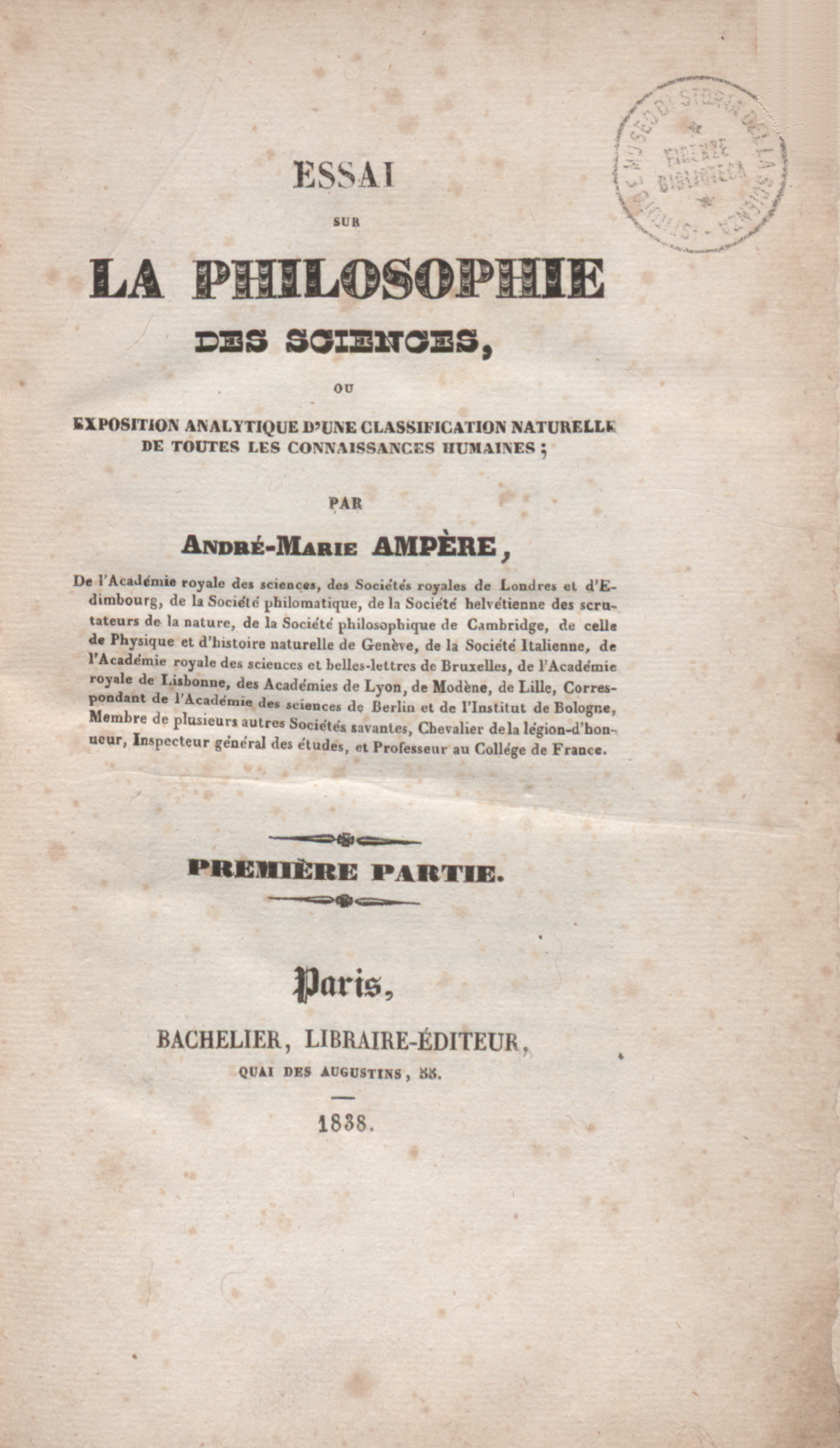
Essai sur la philosophie des sciences

- En su honor, su nombre le fue dado a la unidad de corriente eléctrica, el amperio.[20]
- Es uno de los 72 científicos cuyo nombre figura inscrito en la Torre Eiffel.
- El Museo Ampère, cerca de la ciudad de Lyon es un museo de historia de la electricidad ubicado en la casa en la que André-Marie Ampère vivió.
- La Sociedad de Amigos de André-Marie Ampère es una asociación creada en 1930 para preservar la memoria d'André-Marie Ampère.
- Todos los años, la Academia de Ciencias concede el Premio Ampère.[21]
- Escuelas en Arlés, Lyon, Oyonnax.
- Escuelas primarias en París, Grenoble, Saint-Germain-en-Laye, Nantes, Strasbourg, Oullins, Lille, Yzeure, Saint-Étienne du Rouvray, Caluire et Cuire.
- Un timbre postal fue emitido en Francia en 1936.[22]
- Más de 1100 calles, plazas, avenidas... en el mundo han sido nombradas en honor a Ampère[23]

En París
- Existe una calle con su apellido en París.[24]

En Lyon
- Una plaza y la estación de metro con más conexiones llevan su nombre.[25]
- La preparatoria de Lyon fue renombrada en 1888 Escuela Ampère.
- Un laboratorio de investigación en ingeniería eléctrica, unidad mixta de investigación del CNRS.

En Montpellier
- Calle llamada André-Marie Ampère.[26]

## Galería de imágenes

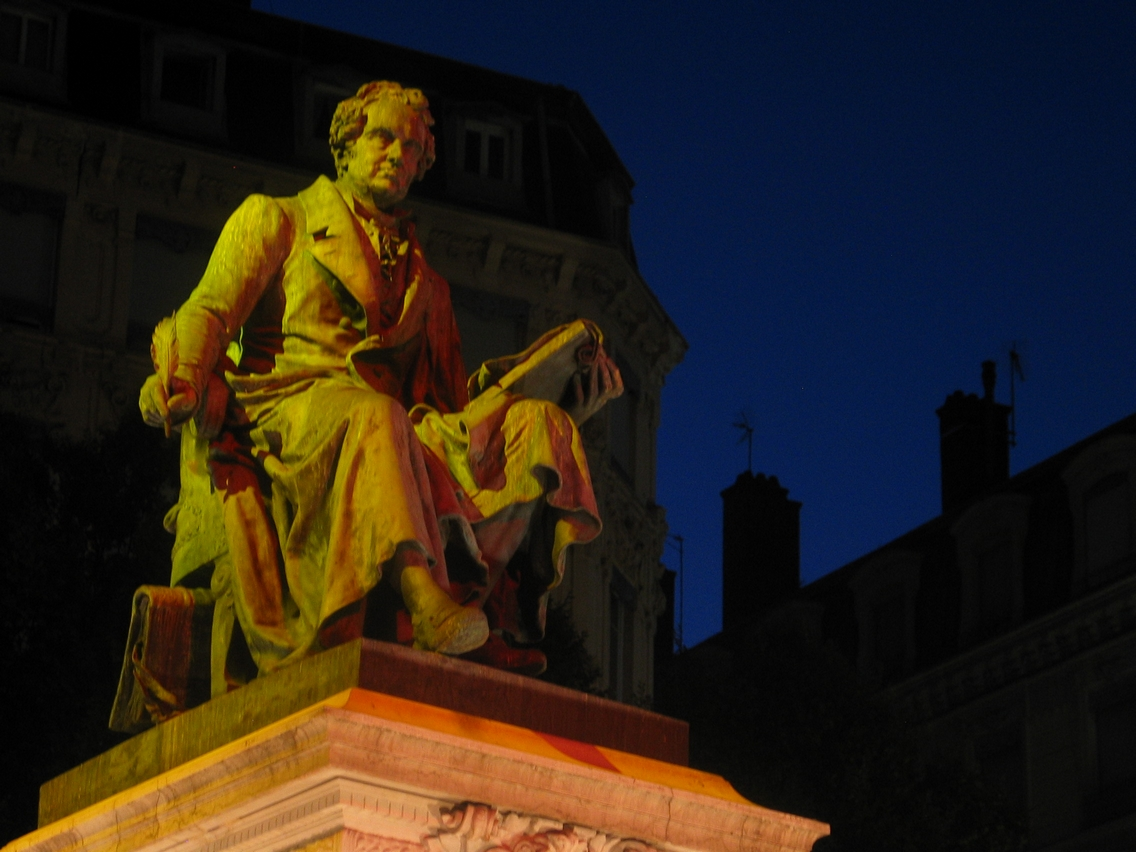
Monumento a Ampère, Plaza Ampère en Lyon.
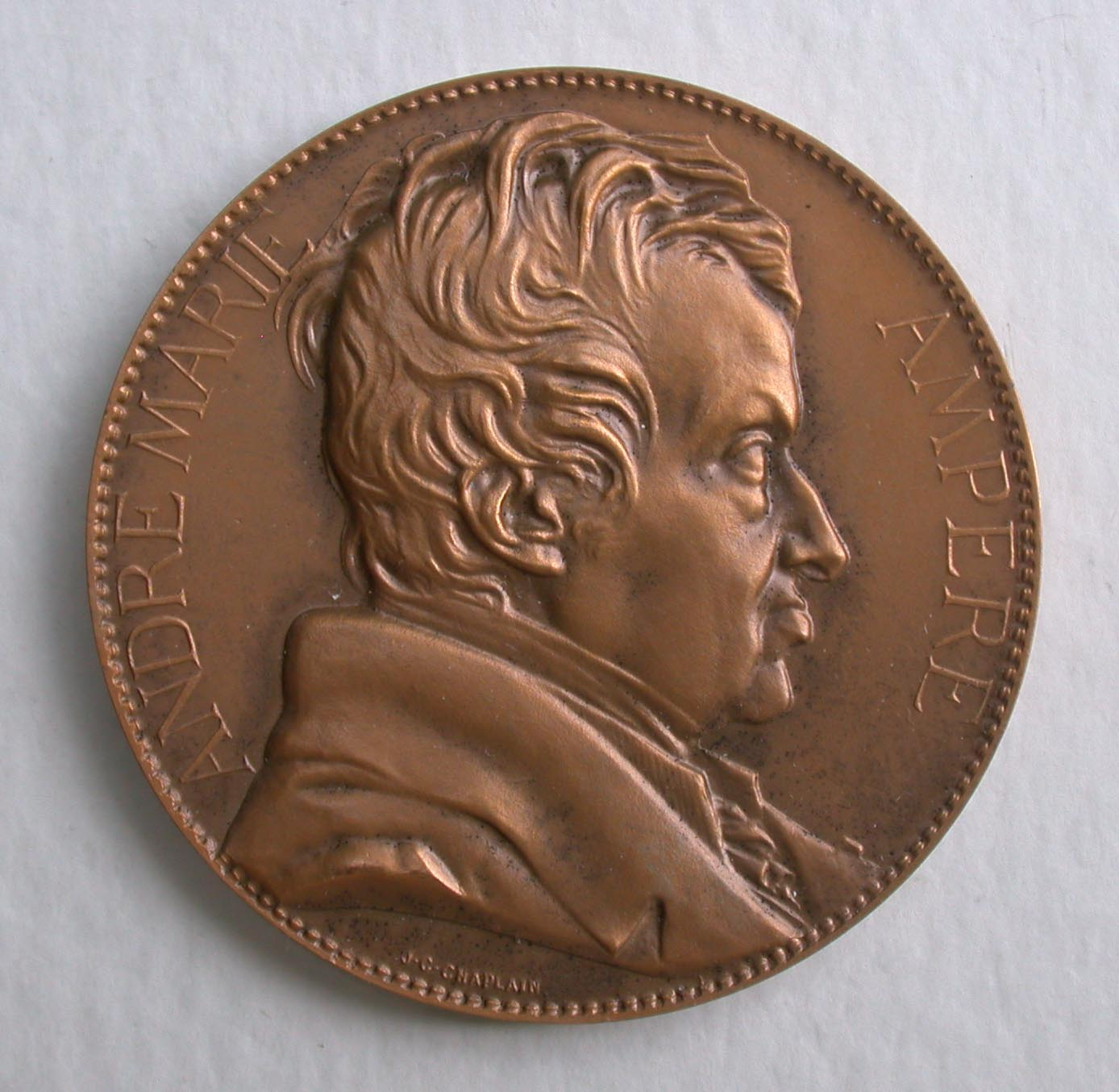
Medalla André-Marie Ampère de La société française des électriciens.  Anverso.
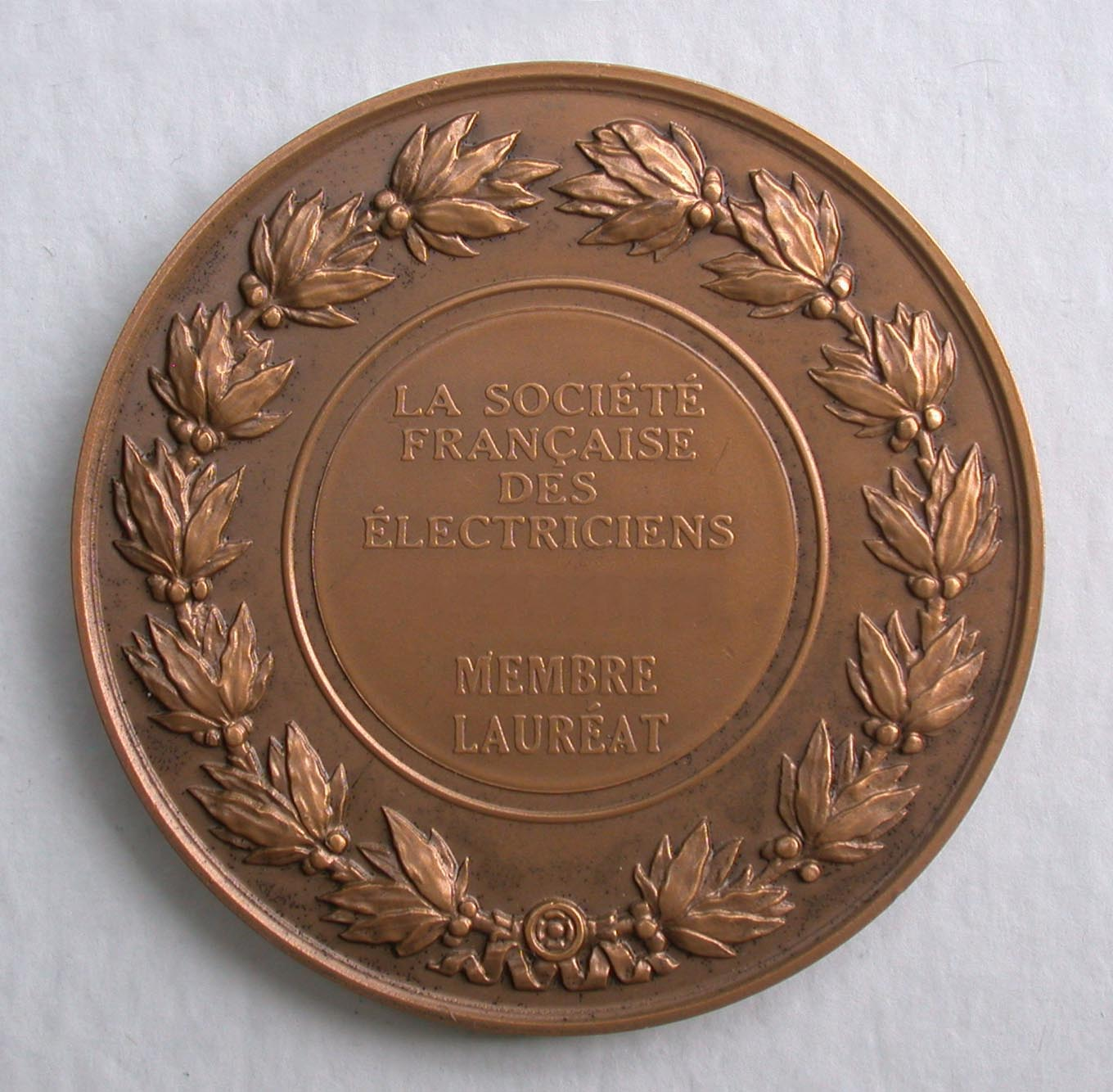
Medalla André-Marie Ampère de La société française des électriciens. Reverso.